# Португалов, Осип Вениаминович
Осип (Иосиф) Вениаминович Португалов (1866—1936) — российский и советский юрист, правовед и публицист. Сын учёного-медика В. О. Португалова.

## Биография
Родился 20 августа 1866 года в семье врача.
Учился на юридическом факультете Казанского университете, однако в 1887 году был отчислен из-за участия в волнениях студентов.
В 1891 году окончил Дерптский университет.
В 1890-х — 1910-х годах работал судебным следователем, затем уполномоченным по судебным делам Сарапульского потом Саратовского судебных округов.
После 1917 года — присяжный поверенный в Саратове и Вольске.
Умер в 1936 году.

## Научно-публицистическая деятельность
О. В. Португалов сторонник развития государственности сугубо на демократических началах, введения принципа разделения властей, системы сдержек и противовесов при взаимодействии как ветвей власти, так и государственных органов вцелом. Особое значение придавал судебной власти. Считал, что судебная власть возникла гораздо раньше законодательной. Настаивал на расширении её функций не только по рассмотрению гражданских и угололвных дел, но и проступков должностных лиц, обжалуемых гражданами и иными лицами.

## Некоторые публикации
- Португалов О. В. Закон двенадцати (XII) таблиц. — Саратов: тип. и лит. Ф. М. Киммель, 1895. — 3-35 с.
- Португалов О. В. Преступление — кража по действующему уголовному закону: Краткий юридический очерк. — Самара: тип. Сам. дух. консистории (Н. А. Жданова), 1901. — 17 с.
- Португалов О. В. Разграничение властей в конституционном государстве. — Саратов: «Новь» П. С. Феокритова, 1905. — 32 с.
- Португалов О. В. Как производятся политические выборы в государствах Запада и Северо-Американских Соединенных Штатах?. — Саратов: «Новь» П. С. Феокритова, 1906. — 52 с.
- Португалов О. В. Мужичья преступность: (Эскизы с натуры). — Саратов: электро-типо-лит. Б. Л. Рабинович, 1907. — 48 с.
- Португалов О. В. Николай Алексеевич Некрасов, как народный поэт: Из лекций, читанных в г.г. Саратове, Петровске и Вольске по случаю 35-летия со дня смерти. — Саратов: электро-типо-лит. Б. Л. Рабинович, 1913. — 11 с.
- Португалов О. В. Несколько слов в юбилейный венок судебной реформы: (По поводу исполнившегося 50-летия 20 ноября 1864—1914 гг.): Памяти А. Я. Мейера. — Вольск: тип. Петер и Полякова, 1914. — 26 с.